# Bouwcentrum Rotterdam
Het Bouwcentrum Rotterdam was een Nederlands expertisecentrum voor de bouw opgericht in 1948. In de begintijd werd er de wederopbouw van de stadskern van Rotterdam gecoördineerd, en het bleef daarna functioneren als nationaal informatiecentrum over bouwen en wonen.

## Gebouw
Het Bouwcentrum Rotterdam was gevestigd in een eigen gebouw tussen de Diergaardesingel en de Weena, dat was opgeleverd in 1948. Dit gebouw was ontworpen door de Rotterdamse architect Joost Willemsen Cornelis Boks en gebouwd door Bataafse Aannemings Mij (BAM).
De latere uitbreidingen aan het Weena en Kruisplein in 1955, 1965 en 1969 werden ook ontworpen door het bureau van Boks. Ze werden gebouwd door het bouwbedrijf J.P. van Eesteren, dat eerder het Groothandelsgebouw en Stadion Feijenoord bouwde.
Bij de uitbreiding in 1955 werd het Wall Relief no. 1 van de Britse beeldhouwer Henry Moore aan het gebouw toegevoegd. Het gebouw aan de Weena is in 2012 gesloopt om plaats te maken voor de nieuwe torenflat FIRST Rotterdam. De 'Muur van Moore' is, na tijdelijke verplaatsing, aan het nieuwe gebouw teruggeplaatst. In 1950 maakte de Rotterdamse kunstenaar Piet van Stuivenberg het eerste abstracte beeld in Rotterdam bestemd voor het Rotterdamse Bouwcentrum. Dat beeld staat nu nog in de Gedempte Zalmhaven op de plek waar de Zalmhaventoren komt.
Later zat het Bouwcentrum nog enige tijd aan de Schiekade. Sinds de opheffing doet het pand aldaar dienst als bedrijfsverzamelgebouw onder dezelfde naam.

## Betrokkenen
De belangrijkste initiatieven voor de oprichting werden nog tijdens de oorlogsjaren genomen door ir. Johannes Jacobus (Joop) van der Wal (directeur BAM, voorzitter Cencobouw) en de latere president-directeur, statisticus ir. Jan van Ettinger. De Rotterdamse voorzitter van de Kamer van Koophandel Karel Paul van der Mandele heeft zich (ook financieel) sterk gemaakt voor de vestiging en latere uitbreiding van het Bouwcentrum in Rotterdam. Civiel ingenieur Arthur Aronsohn was de eerste bouwexpert die zich na de oprichting inschreef als lid van het Bouwcentrum, hij was adviseur bij de bouw van de diverse delen van het Bouwcentrum-complex en was voorzitter van de technische redactiecommissie van het tijdschrift Bouw (dat door Bouwcentrum werd uitgegeven). In 1972 werd de Amsterdamse chemicus en D66 politicus Henk Rang directeur van de afdeling Onderzoek van het Bouwcentrum.

## Activiteiten
Het Bouwcentrum was opgezet als documentatie- en informatiecentrum voor de bouwwereld, en stimuleerde onderzoek op dat gebied. Vanaf de beginjaren leverde het Bouwcentrum onder de titel Documentatie bouwwezen periodiek statistische gegevens over bouwprijzen. Daarnaast werd er het tijdschrift BOUW uitgegeven en werd over vele specifieke onderwerpen gepubliceerd in het Nederlands en Engels.
In het Bouwcentrum startte in 1958 de International Course on Building, die in 1971 omgezet werd in Bouwcentrum International Education (BIE). Dit instituut stelde zich ten doel – door middel van internationale uitwisseling van informatie, kennis en ervaring – een wezenlijke bijdrage te leveren tot en deel te nemen aan ontwikkelingssamenwerking zowel op het gebied van housing, building and planning als op dat van integrated quality control. In 1982 werd de naam gewijzigd in Institute for Housing Studies, begin jaren negentig uitgebreid tot: Institute for Housing and Urban Development Studies (IHS). IHS ging steeds intensiever samenwerken met de Erasmus Universiteit en in 2000 vertrok het uit het Ronde Gebouw naar de campus op Woudenstein. In 2004 volgde de formele integratie in de universiteit, waar het nu het instituut voor stedenbouwkunde, stedelijke ontwikkeling en stadsvernieuwing vormt.
In 1958 ging ook het Stichting Interacademiale Opleiding Organisatiekunde (SIOO) in het Bouwcentrum van start met een postdoctorale opleiding bedrijfskunde. Tegenover het Bouwcentrum werd hetzelfde jaar, in 1958, de Stichting Bouwresearch opgericht, een gelieerde organisatie in hetzelfde vakbereik.
Naast een permanente tentoonstelling van bouwmaterialen vonden er vanaf het begin in 1949 tot begin jaren 1980 in het Bouwcentrum exposities rond bouw- en huisvestingthema's plaats. Zo was er in 1973 een expositie, getiteld Profitopolis, over nieuwe opvattingen in de stedenbouwkunde, en een expositie over woningisolatie.

## Publicaties, een selectie
- Bouwcentrum (Rotterdam, Netherlands), Documentatie bouwwezen, Volume 2. 1954.
- Frits H. J. Nierstrasz, Building for the aged, Bouwcentrum (Rotterdam, Netherlands), 1961.
- Bouwcentrum (Rotterdam, Netherlands). General Hospitals. Functional Studies on the Main Departments. Selected by Bouwcentrum, Rotterdam. [With Plans.]. Amsterdam, 1961.
- Bouwcentrum (Rotterdam, Netherlands) (red.). Modern Steel Construction in Europe. 1963
- H. van Bremen, J. van Zwet. Produktie en produktiviteit op zuivere woningbouwwerken: ingedeeld naar bouwwijze, financiering en objectgrootte. Bouwcentrum (Rotterdam, Netherlands) 1968.
- Bouwcentrum (Rotterdam). Gegevens van hoofdbewoners en inwonenden gegroepeerd naar verhuistermijn. 1970.
- Bouwcentrum (Rotterdam). Tuinsuggesties. 1972.

## Trivia
- In de jaren 1980 had het Bouwcentrum Rotterdam een afdeling bouwpathologie. De uitvoerend onderzoeker werd huizendokter, woning-internist en/of bouwpatholoog genoemd.[7] Met name de Rotterdamse ingenieur P.Chr. Raab van het Bouwcentrum profileerde zich in de media als bouwpatholoog.[7][8][9]